# The Swingers
The Swingers waren eine neuseeländische Rockband, die von 1979 bis 1982 musizierte. Ihre Musik verband Elemente des Rock mit denen des Jazz.
Phil Judd sang und spielte Gitarre, Bones Hillman war Bassist und Ian Gilroy war Schlagzeuger. Weitere Mitglieder waren David Key und Buster Stiggs. Ihren größten Hit hatten sie 1982 mit dem Titelstück aus ihrem zweiten Album Counting the Beat. Es erreichte Platz 1 in Neuseeland und Australien und brachte ihnen auch die Albumveröffentlichung in den Vereinigten Staaten ein. Trotzdem konnte die Band nicht an den Erfolg anknüpfen und fiel kurz darauf auseinander.
Für die australische Musical-Filmkomödie Starstruck von 1982 komponierte Phil Judd Lieder, die auch auf dem Soundtrack veröffentlicht wurden. Zudem trat die Band im Film auf.

## Diskografie
Alben
- 1981: Practical Jokers (NZ: Ripper, AU: Mushroom)
- 1982: Counting the Beat (NZ: Ripper, AU: Mushroom, US: Backstreet)

 Kompilation 
- 1982: Starstruck